# Лікарський збірник

Лікарський збірник. Титульна сторінка тому 1 випуску 1 (1898) та зразок термінологічної частини

«Лікарський збірник» (1898—1901) — перше науково-медичне видання українською мовою на території України. Його мета — надати можливість лікарям-українцям займатись науковою діяльністю. «Лікарський збірник» планувався як квартальник і виходив до 1902 р., протягом 1898—1901 років вийшло лише 5 томів у 6-ти випусках. Відновлений як самостійне видання у 1991 р.

## Період 1898—1901
В 1897 р. вперше в історії українського народу почало виходити україномовне серійне видання в галузі природничих та технічних наук — «Збірник Математично-природописно-лїкарскої секциї» (за правописом кінця XIX — початку XX ст.) як орган відповідної секції НТШ. А вже 7 лютого 1898 року у Львові на засіданні Математично-природописно-лікарської секції НТШ за ініціативою доктора Євгена Озаркевича було прийнято рішення не лише створити окрему Лікарську комісію, але й видавати її друкований орган — «Лікарський збірник». Присутні на засіданні більшістю голосів прийняли пропозицію. Євгена Озаркевича як ініціатора обрано редактором, головою Лікарської комісії — Фелікса Щасного-Сельського. Д-р Є. Озаркевич став його заступником, але й видання збірника лежало переважно на ньому. «Лікарський збірник» планувався як щоквартальне видання, в якому були б вміщені відомості з усіх галузей теоретичної та практичної медицини, оригінальні праці та реферати на найновіші наукові статті українських і зарубіжних авторів.
У першому випуску у «Передньому слові» Озаркевич окреслив завдання збірника: 
|  | Беручись до сеї роботи поставили ми собі таку мету : 1) положити бодай початки лїкарської літератури в нашій рідній мові, 2) витворити фахову лїкарську термінольоґію. |

Про структуру збірника його редактор писав : 
|  | Тим чином книжка наша складає ся з 3 частин: 1) віддїл ориґінальних праць, 2) справозданя, 3) частина термінольоґічна. |

 Сам зміст (перелік вміщених матеріалів) кожного збірника подавався двома мовами — українською та німецькою.
Євген Озаркевич намагався залучити до співпраці в Лікарській комісії та виданні збірника якнайбільше українських лікарів і навіть студентів медицини. З цією метою розіслав 110 запрошень до лікарів в Австро-Угорщині та 20 запрошень — на Велику Україну.
Протягом 1898—1901 років вдалося видати 5 томів у 6-ти випусках, обсягом 90–100 сторінок кожен (том/вип.: ІІІ/1, IV/1, V/1, V/2, VI/2, VIII/1). «Лікарський збірник» друкувався з двома титульними сторінками: перша свідчила, що це «Часть лїкарська» (була ще самостійна математична частина) і відноситься до «Збірника Математично-природописно-лікарської секції Наукового Товариства імені Шевченка» та має свою нумерацію томів та випусків, а друга титульна сторінка вміщувала інформацію вже про «Лікарський збірник» також з самостійною нумерацією томів та випусків. Це зумовлює різночитання в описах публікацій. Так, том І, випуск І «Лікарського збірника» (1898) на першій титульній сторінці матиме наступні дані «Збірник Математично-природописно-лікарської секції Наукового Товариства імені Шевченка», том ІІІ, випуск І.

### Оригінальні праці
Свої матеріали до збірника подавали професор І. Горбачевський, Є. Кобринський (Прага), О. Дакура [Архівовано 20 березня 2018 у Wayback Machine.], В. Янович, М. Олійник (Відень), М. Кос (м. Ярослав), Є. Озаркевич, Ф. Щасний-Сельський, А. Соловей, В. Морачевський, С. Окуневська (Львів) та інші. Наукові статті було підготовлено на рівні вимог тогочасних європейських журналів, автори широко цитували фахову літературу, обговорювали та зіставляли результати з працями німецьких та інших авторів.
Є. Озаркевич вважав доцільним друкувати праці одночасно українською та іноземною мовою для швидшого входження в європейську медичну науку, тому всі отримані статі або перекладав сам, або просив авторів про переклад на українську мову. За кількістю статей, надрукованих у спеціалізованих збірниках НТШ протягом 1898—1901, медицина стоїть на другому місці після математики, на третьому — «жива природа (з антропольоґією)».

### Реферати
У розділі «Справозданя» подавалися огляди та реферати на щойно опубліковані статті в європейських медичних журналах. Серед реферованих були публікації знаних науковців-медиків: видатного німецького акушер-гінеколога Ернста Бумма (Ernst Bumm), румунського лікаря, біолога, одного з перших мікробіологів, який здійснив значний внесок у вивчення сказу, лепри, дифтерії, туберкульозу Віктора Бабеша (Victor Babeș), польського лікаря, хірурга, професора, доктора медицини Людвіка Антона Ридиґера (Ludwik Anton Rydygier), німецького фізіолога, відомого експериментами на ізольованому серці Оскара Лангендорфа (Oskar Langendorff) та чимало інших. У загальній кількості у 6 випусках «Лікарського збірника» вміщено 344 реферати (302 сторінки друку) на статті німецькою, французькою, польською мовами. Є. Озаркевичу належить близько сотні рефератів, деякі з них достатньо великі — 5-7 сторінок. Частина лікарів та студентів-медиків, які готували реферати, підписувались криптонімами — «Е. О.» (Евген Озаркевич), Г.Гр. (Григорій Гарматій). Є криптоніми, які потребують розшифрування — М., Е.К, В. Г., О. Д. (Осип Дакура чи Орест Дзерович) та інші. Фактично, це вперше в українському фаховому виданні подавались реферати, які б так оперативно і детально знайомили читачів з досягненнями європейської медицини.

### Термінологія
Зібрано велику кількість медичних термінів українською мовою. Загалом — це 6 статей на 34 сторінках друку. Розділ «Термінологія» опрацьовував сам Є. Озаркевич. У ньому він опублікував понад 20 сторінок німецько-українського та латинсько-українського словника медичних термінів, що вживалися в даному випуску збірника. Цим започаткував розробку української наукової медичної термінології та складання науково-медичних словників, що значно полегшило б наукове спілкування між вітчизняними й іноземними вченими. Цим були закладені основи української наукової медичної термінології.

### Причини закриття
З 1902 року Лікарський збірник вже не видавався як самостійне видання. З 1903 року окремі статті медичної тематики, як і до 1898 р., знову друкувались у «Збірнику Математично-природописно-лікарської секції», співредактором якого став Є. Озаркевич. Відомий лікар та громадський діяч Тит Бурачинський у своїх спогадах писав: 
|  | На тому кінчиться властиво самостійна видавнича діяльність комісії. В редакції дальших томів збірника лікарі не беруть уже участи й тільки спорадично появляються у них медичні праці. |

Серед причин закриття його як самостійного видання можна виокремити:
1. У цей час українців-лікарів в Австро-Угорщині було не більш 100, у Галичині — близько 40. Серед невеликої кількості українських лікарів, розкиданих по всій Австро-Угорщині, не всі готові були безоплатно працювати на науковій і просвітницькій українській ниві.
2. Постійними дописувачами збірника були 4-5 українських лікарів-науковців, які працювали в університетських клініках і наукових центрах. Цього було занадто мало для функціонування повноцінного наукового видання.
3. Українські вчені з терен Східної України не змогли долучитись до цієї праці через утиски і переслідування царським урядом.
4. Було небагато читачів, які б мали належний рівень професійної підготовки для сприйняття такого наукового видання, а тим паче — могли передплачувати його (ціна одного примірника — 2 корони).

### Значення
«Лікарський збірник» розповсюджувався не лише в Галичині. Всупереч заборонам царського уряду його висилали та перевозили на Наддніпрянську Україну, розсилали в бібліотеки та українським лікарям Австро-Угорщини та інших держав. Він мав велике загальнонаціональне культурне значення, відіграв важливу роль у становленні української медицини, сприяв появі українських видань на Східній Україні. Незабаром отримав високу оцінку сусідніх народів. На III з'їзді чеських лікарів і природописців редактор «Часопису чеських лікарів» («Časopisu lékařů českých») д-р Я. Семерод (Dr. Jan Semerád) високо оцінив «Лікарський збірник», який редагував Євген Озаркевич, і подав його як зразок сербам, болгарам і словакам (газета «Діло», 1901 р.).

## Період 1991—2010
Після свого відновлення у 1990 Лікарська комісія НТШ у Львові відновила видання «Лікарського збірника». До редакційної колегії увійшли професори Львівського медичного інституту і члени НТШ: Ярослав Ганіткевич (голова), Михайло Дубовий, Михайло Подільчак та Анна Рудницька (секретар).
Перший том "Лікарського збірника" присвячено 130-ій річниці з дня народження д-ра Євгена Озаркевича.
Видавався щороку. На те, що він продовжує попереднє видання, вказує уточнення на титульній сторінці ‒ «Заснований Євгеном Озаркевичем у 1898 році». Про те, що це випуски відновленого видання свідчить напис — «Нова серія». Особливістю відновленого видання є те, що почали друкуватись чимало матеріалів з історії медицини, серед авторів — лікарі не лише України, але й Америки (Павло Джуль, Павло Пудій), також з'явились цілі випуски, присвячені одній особистості. Перший персональний випуск вийшов у 1996 р. і був присвячений Роману Осінчуку. Згодом вийшли й інші випуски, присвячені Мар'яну Панчишину (2000), Василю Плющу (2002), Павлу Пундію (2003), Ірині Даценко (2005).

## Період 2010—2018
З 2010 р. виходить як самостійне видання, але у складі «Праць Наукового товариства ім. Шевченка». Традиційно збереглися рубрики «Оригінальні статті», «Рецензії». Зміст кожного випуску викладено паралельно українською та англійською мовами.
З 2018 р. «Лікарський збірник» став журналом, зберігаючи своє походження — «Заснований Євгеном Озаркевичем у 1898 році», виходить у світ під назвою «Медичні науки» та індексується в міжнародних базах Index Copernicus, Google Scholar.